# 道の駅びふか
道の駅びふか（みちのえき びふか）は、北海道中川郡美深町にある国道40号の道の駅である。
施設の裏手には森林公園びふかアイランドがあり、キャンプ場・びふか温泉・チョウザメ館などがある。

## 主な施設
中核施設は双子座館。
- 駐車場
  - 普通車：200台
  - 大型車：18台
  - 身障者用：3台
- トイレ（いずれも24時間利用可能）
  - 男：大 3器、小 5器
  - 女：10器
  - 身障者用：1器
- 公衆電話：2台
- 公衆FAX：1台
- 物産コーナー（9:00 - 18:00、11月 - 4月は17:30、7月下旬・8月土日祝日は19:00）
- レストラン「あうる」（10:00 - 閉店は日によって変動有り）
- チョウザメ館（9:00 - 17:00、10月 - 5月は10:00 - 16:00）
- びふか温泉（10:00 - 21:00）

## 休館日
- 年末年始

## アクセス
- 国道40号
- 名士バス（恩根内線）「大手8線」停留所下車、徒歩3～4分

## 周辺
- 天塩川